# Bajus
Bajus – miejscowość i gmina we Francji, w regionie Hauts-de-France, w departamencie Pas-de-Calais.
Według danych na rok 1990 gminę zamieszkiwało 290 osób, a gęstość zaludnienia wynosiła 99 osób/km² (wśród 1549 gmin regionu Nord-Pas-de-Calais Bajus plasuje się na 938. miejscu pod względem liczby ludności, natomiast pod względem powierzchni na miejscu 846.).